# Mesokristensenia
Mesokristenseniidae, Mesokristensenia latipenna
Famille
Genre
Espèce
Mesokristensenia est un genre fossile d'insectes lépidoptères, de la famille fossile des Mesokristenseniidae. L'espèce type du genre Mesokristensenia est Mesokristensenia latipenna. Ce genre n'est pas monotypique, et en 2023 selon Paleobiology Database, il a deux autres espèces M. angustipenna et M. sinica.

## Classification
La famille des Mesokristenseniidae, le genre Mesokristensenia et l'espèce Mesokristensenia latipenna sont décrits en 2010 par le paléontologue chinois Huang (d), et les entomologistes français André Nel et Joël Minet (d),.

### Espèce type
L'espèce type du genre Mesokristensenia est Mesokristensenia latipenna,,.

### Fossiles
En 2023 selon Paleobiology Database, trois collections de fossiles sont référencées, du Callovien du Jurassique moyen à l'Oxfordien du Jurassique supérieur, soit de 166,1 à 157,3 Ma avant notre ère.
Au total, 20 papillons de nuit ont été collectés dans la formation de Jiulongshan du Jurassique moyen à l'est du nord-est de la Chine dans le but d'étudier toutes ces espèces de lépidoptères,.

## Présentation
Mesokristensenia est un genre éteint de papillon de nuit de la famille des Mesokristenseniidae. Il existait dans ce qui est aujourd'hui la Chine au cours de la période du Jurassique moyen. 
Trois espèces ont été incluses lorsque la famille et le genre ont été décrits pour la première fois. Les espèces ont été récupérées dans les lits Daohugou des formations de Jiulongshan du Jurassique moyen en Mongolie intérieure. Il a été suggéré que les Mesokristenseniidae représentaient peut-être un groupe frère des Micropterigidae. Mesokristensenia diffère de tous les lépidoptères existants, à l'exception des Agathiphaga, en ce que les ailes antérieures conservent quatre veines médianes, un caractère partagé avec l'ordre sœur des lépidoptères Trichoptera.

### Publication originale
- [2010] (en) Di-Ying Huang, André Nel et Joël Minet, « A new family of moths from the Middle Jurassic (Insecta: Lepidoptera) », Acta Geologica Sinica, vol. 84,‎ 2010, p. 874-885 (DOI 10.1111/j.1755-6724.2010.00233.x, S2CID 85206571).